# 아이러브 트레인
아이러브 트레인(名物! たびてつ友の会)은 99년부터 2003년까지 일본 월간지인 "영 애니멀"에 연재된 요시노부 야마구치의 픽션형식의 기행 만화이다. 대한민국에서는 대원씨아이가 2001년부터 2004년까지 단행본을 출판하였다.